# Lijst van gemeentelijke monumenten in Berg en Dal (gemeente)
De gemeente Berg en Dal kent 287 gemeentelijke monumenten, hieronder een overzicht. 

## Beek
De plaats Beek kent 50 gemeentelijke monumenten. Zie de lijst van gemeentelijke monumenten in Beek.

## Berg en Dal
De plaats Berg en Dal kent 39 gemeentelijke monumenten. Zie de Lijst van gemeentelijke monumenten in Berg en Dal (plaats).

## Erlecom
De plaats Erlecom kent 2 gemeentelijke monumenten:
| Object                 | Bouwjaar                     | Architect                                     | Locatie         | Coördinaten                   | Nr.           | Afbeelding             |
| ---------------------- | ---------------------------- | --------------------------------------------- | --------------- | ----------------------------- | ------------- | ---------------------- |
| T-Boerderij            | ca. 1800                     |                                               | Erlecomseweg 44 | 51° 50' 57" NB, 5° 57' 45" OL | 0282/wikinr55 | Meer afbeeldingen      |
| Boerderij Eindschenhof | 1947, 1951 (open veldschuur) | architectenbureau G. Feenstra en T. Dinnissen | Erlecomseweg 80 | 51° 50' 33" NB, 5° 58' 19" OL | 0282/wikinr56 | Boerderij Eindschenhof |

## Groesbeek
De plaats Groesbeek kent 51 gemeentelijke monumenten. Zie de lijst van gemeentelijke monumenten in Groesbeek.

## Heilig Landstichting
De plaats Heilig Landstichting kent 6 gemeentelijke monumenten:
| Object                  | Bouwjaar | Architect                | Locatie            | Coördinaten                   | Nr.           | Afbeelding              |
| ----------------------- | -------- | ------------------------ | ------------------ | ----------------------------- | ------------- | ----------------------- |
| Klooster/Kapel          | 1923     | J. Stuyt en Piet Gerrits | Carmelweg 3        | 51° 49' 14" NB, 5° 53' 24" OL | 0241/wikinr87 | Klooster/Kapel          |
| Woning                  | 1915     |                          | Nijmeegsebaan 59   | 51° 48' 53" NB, 5° 53' 1" OL  | 0241/wikinr85 | Meer afbeeldingen       |
| Woning                  |          |                          | Van Haaftenlaan 12 | 51° 48' 54" NB, 5° 53' 42" OL | 0241/wikinr86 | Woning                  |
| Woning                  |          |                          | Meerwijkselaan 23  | 51° 48' 48" NB, 5° 53' 33" OL | 0241/wikinr88 | Woning                  |
| Woning                  |          |                          | Meerwijkselaan 25  | 51° 48' 48" NB, 5° 53' 34" OL | 0241/wikinr89 | Woning                  |
| De Bron (in Kerkebosje) |          |                          | Mgr. Suyslaan      | 51° 49' 2" NB, 5° 53' 22" OL  | 0241/wikinr91 | De Bron (in Kerkebosje) |

## Kekerdom
De plaats Kekerdom kent 25 gemeentelijke monumenten. Zie de lijst van gemeentelijke monumenten in Kekerdom.

## Leuth
De plaats Leuth kent 14 gemeentelijke monumenten:
| Object                                     | Bouwjaar                                                                  | Architect                     | Locatie                                 | Coördinaten                   | Nr.           | Afbeelding                                 |
| ------------------------------------------ | ------------------------------------------------------------------------- | ----------------------------- | --------------------------------------- | ----------------------------- | ------------- | ------------------------------------------ |
| Boerderij Kraaienhof                       | 1947                                                                      | architectenbureau G. Feenstra | Duffeltdijk 1                           | 51° 50' 36" NB, 5° 58' 51" OL | 0282/wikinr82 | Meer afbeeldingen                          |
| Boerderijtje a/d dijk                      | 1949                                                                      | W. van Boldrik                | Duffeltdijk 6                           | 51° 50' 33" NB, 5° 58' 56" OL | 0282/wikinr83 | Boerderijtje a/d dijk                      |
| Transformatorhuisje                        | ca. 1950                                                                  |                               | nabij Duffeltdijk 12                    | 51° 50' 47" NB, 5° 59' 13" OL | 0282/wikinr84 | Meer afbeeldingen                          |
| RK Remigiuskerk, pastorie, kerkhof         | 1934-'35(kerk), 1939 (pastorie), in oorsprong middeleeuws (begraafplaats) | H.C. van de Leur              | Kerkplein 2                             | 51° 50' 17" NB, 5° 59' 40" OL | 0282/wikinr85 | Meer afbeeldingen                          |
| Woonhuis, wederopbouw                      | 1946                                                                      | W. van Boldrik                | Kerkplein 7                             | 51° 50' 18" NB, 5° 59' 35" OL | 0282/wikinr86 | Meer afbeeldingen                          |
| Boerderij De Hoekpol                       | 1947                                                                      | W. van Boldrik                | Pastoor van Tielstraat 88 (voorheen 60) | 51° 50' 12" NB, 5° 59' 30" OL | 0282/wikinr95 | Meer afbeeldingen                          |
| Boerderij De Pol                           | 18de eeuw, herbouwd in 1907, voorhuis hersteld in 1948                    |                               | Plezenburgsestraat 2                    | 51° 50' 15" NB, 5° 59' 37" OL | 0282/wikinr87 | Meer afbeeldingen                          |
| Woonhuis                                   | 1938                                                                      |                               | Plezenburgsestraat 5                    | 51° 50' 11" NB, 5° 59' 55" OL | 0282/wikinr88 | Woonhuis                                   |
| Boerderij                                  | begin 20ste eeuw, 1890 (schuur)                                           |                               | Reusensestraat 10                       | 51° 50' 22" NB, 5° 59' 39" OL | 0282/wikinr89 | Meer afbeeldingen                          |
| Boerderij Dijkhoeve                        | 1948                                                                      | architectenbureau G. Feenstra | Steenheuvelsestraat 3                   | 51° 50' 19" NB, 5° 58' 53" OL | 0282/wikinr90 | Boerderij Dijkhoeve                        |
| Voormalige stoomzuivelfabriek, schoorsteen | 1912                                                                      | A. van den Bogaard            | Steenheuvelsestraat 7                   | 51° 50' 18" NB, 5° 59' 3" OL  | 0282/wikinr91 | Voormalige stoomzuivelfabriek, schoorsteen |
| Woonhuis                                   | 1930                                                                      | H. Janssen (bouwkundige)      | Steenheuvelsestraat 18                  | 51° 50' 16" NB, 5° 59' 12" OL | 0282/wikinr92 | Woonhuis                                   |
| Woonhuis                                   | 1931                                                                      | H. Janssen (bouwkundige)      | Steenheuvelsestraat 26-26a              | 51° 50' 16" NB, 5° 59' 15" OL | 0282/wikinr93 | Meer afbeeldingen                          |
| Woonhuis, voormalig postkantoor            | 1936                                                                      | A. van den Boogaard           | Steenheuvelsestraat 66                  | 51° 50' 16" NB, 5° 59' 30" OL | 0282/wikinr94 | Meer afbeeldingen                          |

## Ooij
De plaats Ooij kent 38 gemeentelijke monumenten. Zie de lijst van gemeentelijke monumenten in Ooij.

## Persingen
De plaats Persingen kent 7 gemeentelijke monumenten:
| Object                      | Bouwjaar                                                        | Architect                                          | Locatie             | Coördinaten                   | Nr.            | Afbeelding        |
| --------------------------- | --------------------------------------------------------------- | -------------------------------------------------- | ------------------- | ----------------------------- | -------------- | ----------------- |
| Boerderij (Wercheren)       | 1927                                                            | W. van Boldrik                                     | Leuthsestraat 5     | 51° 50' 55" NB, 5° 56' 9" OL  | 0282/wikinr134 | Meer afbeeldingen |
| Boerderij (Wercheren)       | 1893 (op oudere grondslag), 1993 (vernieuwing rechter zijgevel) |                                                    | Leuthsestraat 7     | 51° 50' 46" NB, 5° 56' 23" OL | 0282/wikinr135 | Meer afbeeldingen |
| Boerderij (Wercheren)       | 1893                                                            |                                                    | Leuthsestraat 9     | 51° 50' 46" NB, 5° 56' 24" OL | 0282/wikinr136 | Meer afbeeldingen |
| T-Boerderij Groot Küppenhof | vóór 1800                                                       |                                                    | Leuthsestraat 13    | 51° 50' 43" NB, 5° 56' 29" OL | 0282/wikinr137 | Meer afbeeldingen |
| T-Boerderij (Wercheren)     | 1850 (achterhuis), 1927 (voorhuis)                              |                                                    | Leuthsestraat 15    | 51° 50' 44" NB, 5° 56' 31" OL | 0282/wikinr138 | Meer afbeeldingen |
| Orgel in kerk Persingen     | 1860-1861 (pijpwerk), 1970 (kast), geplaatst in 2002            | firma Lindsen (orgelbouwer), C. Hoogendoorn (kast) | Persingensestraat 7 | 51° 50' 28" NB, 5° 55' 3" OL  | 0282/wikinr139 | Upload foto       |
| Hallenhuis boerderij        | ca. 1800                                                        |                                                    | Wercherensestraat 2 | 51° 50' 27" NB, 5° 56' 56" OL | 0282/wikinr140 | Meer afbeeldingen |